# تيد بروكس
تيد بروكس (8 يوليو 1898 - 10 فبراير 1960) (بالإنجليزية: Ted Brooks)‏ هو لاعب كريكت بريطاني (وحمل سابقاً جنسية المملكة المتحدة لبريطانيا العظمى وأيرلندا). لعب مع نادي مقاطعة سري للكريكت ‏.